# Addeke Hendrik Boerma
Addeke Hendrik Boerma (Annerveenschekanaal, 3 aprile 1912 – Vienna, 8 maggio 1992) è stato un economista olandese, direttore generale e funzionario internazionale della FAO.
La sua famiglia di origine era dedita all'agricoltura. Da ragazzo lavorò nell'azienda agricola paterna e, nel 1929, all'età di diciassette anni, si iscrisse alla Facoltà di Agraria di Wageningen, dove si specializzò in orticoltura e tecnica agraria. Si laureò nel 1934 come ingegnere agricolo e, per quattro anni, lavorò presso un'azienda agricola olandese e dette vita a cooperative agricole e a scuole rurali.

## Incarichi
Nel 1938 ebbe l'incarico dal Governo, preoccupato della situazione alimentare olandese, di tenere sotto controllo la distribuzione dei generi alimentari, se fosse scoppiata una guerra. All'età di ventinove anni, dopo l'invasione dei Paesi Bassi, fu nominato Direttore dell'Ufficio commerciale olandese per l'agricoltura. Successivamente si adoperò nella raccolta di prodotti alimentari presso gli agricoltori e si dedicò all'esportazione e all'importazione, in particolar modo egli mise in opera la tecnica dello scambio. Si propose di tenere nei Paesi Bassi, lontano dai nazisti, la maggior parte dei prodotti della sua terra. Riuscì, tramite la Resistenza olandese, a fornire generi alimentari alle famiglie ebree ed a persone nascoste. Il Governo olandese in esilio, nel 1944, lo elesse alla carica di Commissario per l'Alimentazione e per l'Agricoltura. Boerma riuscì ad organizzare le riserve di alimenti nelle zone liberate del sud, dove arrivò dopo aver lasciato le zone occupate dai tedeschi, dalle quali passò attraversando clandestinamente le linee; poi predispose le scorte per le zone ancora occupate del nord. Nel dopoguerra ebbe la carica di Direttore Generale Reggente per l'Alimentazione e quella di Commissario per le relazioni agricole con l'estero.

## Incarichi alla FAO
Il 1º luglio 1947 Boerma divenne direttore dell'Ufficio della FAO a Roma. Nel 1948 divenne Rappresentante della FAO per l'Europa; nel 1951 fu nominato Direttore della Divisione Economia della FAO. Nel 1962 fu nominato Direttore Esecutivo del Programma Alimentare Mondiale; nel gennaio 1968 fu nominato Direttore Generale della FAO.

## Attività
Il primo obiettivo che Boerma si pose come Direttore generale fu quello di ottenere che gli uffici dei Rappresentanti Regionali della FAO avessero maggior autorità. Boerma si dedicò alle cinque zone di concentrazione orientate: 1) verso la riduzione di sprechi di prodotti alimentari; 2) verso l'eliminazione delle carenze delle disponibilità mondiali di proteine; 3) verso la diffusione di varietà di cereali ad alta produzione; 4) verso la Rivoluzione Verde ; 5) verso  l'aumento dei proventi e delle economie di valuta estera per aiutare i paesi in fase di sviluppo. Inoltre presentò alla Conferenza biennale della FAO del 1968 il Piano Indicativo Mondiale per lo Sviluppo Agricolo, il cui scopo fu quello di analizzare i principali problemi affrontati dall'agricoltura mondiale negli anni settanta e agli inizi degli anni ottanta.

## Conferenza della FAO del 1973
Dal 10 al 29 novembre 1973 si tenne a Roma la diciassettesima sessione della Conferenza plenaria biennale della Organizzazione delle Nazioni Unite per l'Alimentazione e l'Agricoltura, la FAO. A questa Conferenza parteciparono le delegazioni dei centoventisei paesi membri, insieme all'Albania, al Bangladesh, alla Mongolia, agli Emirati Arabi Uniti, nazioni che vi furono ammesse nel corso dei lavori.
Presero parte alla Conferenza anche circa settanta ministri, ciascuno a capo della sua delegazione nazionale. In una intervista, Boerma disse che si proponeva di attuare un progetto di sicurezza alimentare minima mondiale, garantendo un sicuro livello di stocks alimentare per consentire la continua espansione dei consumi. Espose la necessità che i paesi in fase di sviluppo aumentassero la produzione alimentare, di fronte alla crescita della popolazione. Si propose di chiedere alla Conferenza di adottare un Impegno Internazionale sulla Sicurezza Alimentare Mondiale. Accentrò la sua proposta sui cereali perché essi sono l'alimento di base dei paesi in fase di sviluppo e [...]la fonte principale di carboidrati nei paesi ad alto reddito, come pure un importante mezzo per la produzione zootecnica. Inoltre Boerma si propose di mettere in pratica un altro progetto di riassetto agricolo internazionale, basato su una serie di provvedimenti a livello nazionale, internazionale e intergovernativo, [per]assicurare un ordinato e stabile sviluppo della produzione e del commercio agricolo mondiale [e per] consentire l'allargamento delle esportazioni per i prodotti provenienti dai paesi in fase di sviluppo. Boerma si propose inoltre di tenere nel 1974 una Conferenza Alimentare Mondiale, sotto gli auspici dell'ONU.
Il 1975 fu il suo ultimo anno come Direttore Generale della FAO; Boerma morì a Vienna nel 1992.